# Championnat d'Union soviétique de football
Ne doit pas être confondu avec Championnat de Russie de football.
Le championnat d'Union soviétique de football, aussi appelé Vyschaïa Liga (en russe : Высшая лига, Ligue supérieure), est une compétition de football constituant la plus haute division du football soviétique. Organisé par la fédération soviétique de football (FFSSSR), le championnat est actif de 1936 à 1991 et rassemble selon les éditions 7 à 26 équipes.
Dans les dernières années de son existence, le championnat soviétique se classe parmi les meilleurs championnats européens, figurant dans les trois premiers championnats au coefficient UEFA à la fin des années 1980. À sa dissolution, de la même manière que la sélection russe est vue comme le successeur sportif de la sélection soviétique, le championnat russe mis en place à partir de 1992 est considéré comme le successeur de la première division soviétique.
Les équipes les plus dominantes du championnat sont les équipes russes et ukrainiennes, qui se partagent cinquante des cinquante-quatre titres de champion mis en jeu. L'équipe ukrainienne du Dynamo Kiev est ainsi la plus titrée avec treize titres à elle seule, suivie des Russes du Spartak Moscou, qui en comptent douze, et du Dynamo Moscou, qui en ont gagné onze. Les autres républiques à avoir remporté au moins un titre sont la Géorgie par le biais du Dinamo Tbilissi à deux reprises, l'Arménie avec l'Ararat Erevan et la Biélorussie avec le Dinamo Minsk. En tout, onze clubs différents ont remporté la compétition. À l'exception des républiques du Kirghizistan et du Turkménistan, au moins un club de chacune des autres républiques de l'Union soviétique a pris part à la première division au cours de son existence.

## Histoire

### Évolution du nom
À sa fondation en 1936, le championnat est appelé Groupe A (en russe : Группа «А», Grouppa A), puis Premier groupe (en russe : Первая группа, Pervaïa grouppa) après la Seconde Guerre mondiale. Après une réforme du football soviétique en 1950, la compétition prend le nom de Classe A (en russe : Класс «А», Klass A), avec les sous-titres Premier groupe entre 1963 et 1969 puis Groupe supérieur (en russe : Высшая группа, Vyschaïa grouppa) en 1970, avant de devenir la Ligue supérieure (en russe : Высшая лига, Vyschaïa Liga) à partir de 1971 et jusqu'à sa disparition définitive en 1991.

### Les premiers championnats russes puis soviétiques
| Année | Équipes | Vainqueur      |
| ----- | ------- | -------------- |
| 1923  | 16      | Moscou         |
| 1924  | 4       | Kharkov        |
| 1928  | 6       | Moscou         |
| 1931  | 6       | RSFS de Russie |
| 1932  | 8       | Moscou         |
| 1935  | 6       | Moscou         |

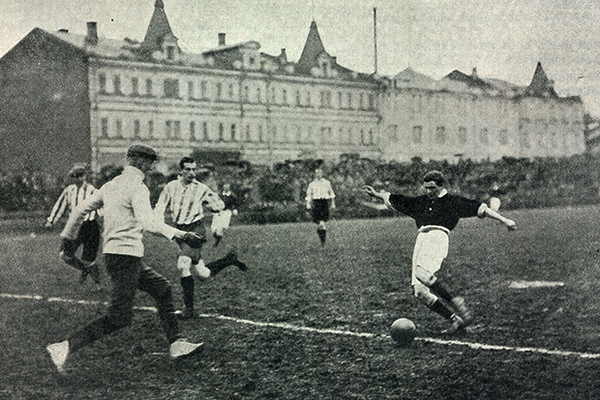
Photographie de la finale du premier championnat russe de 1912.

Le football apparaît au sein de l'Empire russe dès la fin des années 1870, bien que les rencontres ne concernent alors que des équipes d'étrangers, généralement britanniques, écossais ou allemands. Très vite cependant, des clubs amateurs locaux commencent à apparaître dans les grandes villes russes au sein des entreprises, des écoles et des clubs d'éducation physique. La date fondatrice du football russe est parfois placée au 24 octobre 1897 (ou 12 octobre selon le calendrier julien en usage à l'époque), qui correspond au premier match disputé entre deux clubs de football russes sur l'île Vassilievski de Pétrograd. Dès 1901 le premier championnat municipal apparaît au sein de la ville de Pétrograd tandis que Moscou organise son premier championnat en 1910.
En début d'année 1912, l'Union panrusse de football (ru) est fondée et se compose alors de plus de 150 clubs issus de 33 villes différentes, pour un total d'environ 8 000 adhérents. Elle est admise la même année au sein de la FIFA et organise les deux premiers championnats nationaux de l'histoire du pays entre 1912 et 1913. La compétition ne concerne alors que des équipes de villes, généralement constitués de joueurs issus de plusieurs clubs municipaux. La première édition est remportée par Saint-Pétersbourg tandis que la deuxième est gagnée sur le terrain par la ville d'Odessa, mais à la suite de protestations, ce dernier titre n'est finalement pas attribué,. Une édition 1914 démarre à la fin du mois de juin 1914 mais est interrompue par le démarrage de la Première Guerre mondiale. Malgré le contexte de guerre et de la mobilisation générale, des compétitions continuent d'être jouées au niveau local.
Au lendemain de la révolution de 1917 et alors que la nouvelle Union soviétique se met en place au début des années 1920, le football continue à gagner en popularité et le nombre d'équipes augmente rapidement. À partir de 1923, l'organisation des compétitions est repris en main par l'État soviétique et les différentes républiques socialistes qui mettent en place leurs propres compétitions. Dans la foulée, les pouvoirs étatiques décident de dissoudre de la plupart des clubs de l'époque, qui sont en réalité renommés et changent de propriétaires pour passer entre les mains des entreprises, syndicats ou organisations étatiques.
Bien que les championnats restent alors principalement cantonné au niveau municipal, des championnats au niveau républicain commencent à apparaître et, dès 1923, un premier championnat national inter-villes est disputé et réunit seize équipes municipales venant de trois républiques différentes (Russie, Ukraine et Géorgie). Le tournoi s'organise alors sur l'espace d'une semaine en septembre 1923 et s'achève sur la victoire de la ville de Moscou. La compétition est par la suite disputée à intervalle irrégulier tout au long des années 1920 et du début des années 1930, bien que le nombre de participants ne dépasse jamais les huit lors ces éditions.

### 1936-1941: Fondation et premières éditions du championnat national inter-clubs
Le championnat soviétique inter-clubs est établi à partir de 1936 sur la base d'une initiative de Nikolaï Starostin (en), dirigeant du Spartak Moscou et joueur régulier des sélections soviétiques amateurs envoyées à l'étranger dans le cadre des matchs amicaux. En effet, l'écart croissant de niveau observé entre les Soviétiques et les équipes d'Europe occidentale, notamment à l'issue d'un match contre les professionnels du Racing Club de Paris en début d'année 1936, amène Starostin et les autorités sportives à prendre conscience de la nécessité d'un championnat national où les meilleurs clubs du pays peuvent s'affronter de manière régulière,.
Finalement, le 27 mars 1936 voit la publication dans les journaux officiels des contours du nouveau championnat pour l'année 1936, qui prend ainsi la forme de deux éditions distinctes, disputées de la seconde moitié du mois de mai à la fin du mois de juin pour la première et de la fin août au début octobre pour la deuxième. Ces deux éditions sont entrecoupées par la coupe d'Union soviétique créée pour l'occasion. Le nombre de participants ainsi que la répartition entre les trois différentes divisions sont établis dans les mois qui suivent et le format définitif est finalisé le 14 mai, quelques jours seulement avant les débuts de la compétition.
Pour sa première édition, le championnat de première division se compose ainsi de sept équipes : le CDKA Moscou, le Dinamo Kiev, le Dinamo Léningrad, le Dinamo Moscou, le Krasnaïa Zaria Léningrad, le Lokomotiv Moscou et le Spartak Moscou. En plus de ne comporter que trois villes et deux républiques (la Russie et l'Ukraine), l'association Dinamo dépendante du NKVD occupe à elle seule trois places dans la compétition. Chaque équipe s'affronte à une reprise tandis que le lieu de la rencontre est établi par tirage au sort. Le match inaugural du nouveau championnat est disputé le 22 mai 1936 à Léningrad et oppose alors le Dinamo Léningrad au Lokomotiv Moscou. C'est par la suite le Dinamo Moscou qui ressort vainqueur de cette première édition avec un bilan de six victoires en six matchs. Le championnat d'automne, qui voit l'arrivée du club géorgien du Dinamo Tbilissi en provenance du deuxième échelon pour porter le nombre de participants à huit, s'achève quant à lui sur la victoire du Spartak Moscou.
Après ces deux premières éditions, le championnat prend à partir de 1937 une forme annualisée et passe à neuf équipes avec l'arrivée du Metallourg Moscou. La saison 1938 s'accompagne d'une réorganisation totale des compétitions, les quatre divisions étant alors fusionnées pour donner lieu à une division unique de 26 équipes. Par la suite la compétition redescend à quatorze puis treize participants entre 1939 et 1940 après la remise en place des divisions inférieures. Le championnat par la suite interrompu au milieu de la saison 1941 en raison du déclenchement de la Seconde Guerre mondiale et n'est plus joué jusqu'en 1945.
De manière générale, en plus de leur instabilité, les tournois d'avant-guerre sont également marqués par l'apparition de la première grande rivalité entre le Dinamo et le Spartak Moscou, qui remportent chacun trois titres durant cette période. Cette opposition revêt notamment un caractère fortement idéologique entre le Dinamo, représentant de la police politique, et le Spartak, qui s'affirme comme le club des classes populaires en raison de sa proximité avec les milieux syndicaux,.

### 1945-1951: Domination du club de l'armée dans le contexte de l'après-guerre
Bien que se poursuivant au niveau local durant les années de guerre, le football au niveau national reprend ses droits dans un premier temps à l'été 1944 par le biais de la coupe d'Union soviétique, remportée par le Zénith Léningrad.
Le championnat national redémarre durant le mois de mai 1945, comptant alors douze équipes, dont six pour la seule ville de Moscou tandis que le république biélorusse devient la quatrième à être représentée dans la compétition par l'intermédiaire du Dinamo Minsk. Alors que les années de guerre ont saigné une grande partie des effectifs, c'est notamment le Spartak Moscou qui ressort le plus mal en point en raison de l'arrestation puis de l'exil de son dirigeant et fondateur Nikolaï Starostin (en) en 1942, et devient une équipe de milieu de tableau durant les premières années d'après-guerre.
Bien que le championnat de 1945 s'achève sur un quatrième titre du Dinamo Moscou, cette saison voit également le montée en puissance du CDKA Moscou, club de l'armée dirigé par Boris Arkadiev qui termine à seulement une unité du champion. Très vite, le CDKA s'impose comme une des forces dominantes des championnats d'après-guerre, remportant cinq des sept championnats mis en jeu entre 1945 et 1951, généralement aux dépens du Dinamo Moscou qui s'adjuge tout de même le titre en 1949, bien que beaucoup de ces titres ne se soient joués que de peu. En particulier, l'issue de l'édition 1947 a été déterminée à la faveur de la différence de buts, tandis que le titre de 1948 s'est joué lors de la dernière rencontre de la saison, qui voit le CDKA s'imposer face au Dinamo grâce à un but victorieux dans les derniers instants du match.
En parallèle, le nombre de participants continue de varier au cours de cette période, atteignant notamment les dix-neuf lors de la saison 1950, avec notamment les passages dans l'élite du Dinamo Erevan pour l'Arménie, du Neftianik Bakou pour l'Azerbaïdjan et du Daugava Riga pour la Lettonie. Le championnat retourne ensuite à un format à quinze clubs en 1951, six équipes étant reléguées à l'issue de l'exercice 1950.
L'âge d'or du club de l'armée s'arrête brutalement dans les premières semaines de la saison 1952, tandis que la délégation soviétique envoyée aux Jeux olympiques d'Helsinki, dirigée par Boris Arkadiev et comptant dans ses rangs plusieurs joueurs du club, est éliminée de manière anticipée par la Yougoslavie, grand rival politique. Cette mauvaise performance amène à la dissolution du club sur ordre de Joseph Staline au mois d'août 1952.

### 1952-1959: Retour au premier plan de la rivalité Dinamo Moscou-Spartak Moscou
Durant le championnat 1952, la chute du CDKA profite cette année-là au Spartak Moscou, qui remporte son premier titre depuis 1939 au terme de la saison. Par la suite, le club reprend sa place comme grand rival du Dinamo Moscou tout au long des années 1950, les deux équipes se partageant quatre titres entre 1952 et 1959. Le CDKA refait son apparition à partir de 1954 sous le nom CDSA mais ne parvient pas à retrouver son niveau des années 1940.
Le format de la compétition connaît quant à lui une certaine stabilité, tournant généralement autour de 12 participants tout au long de cette période. L'édition 1953 est par ailleurs la dernière à être marquée par un retrait en cours de saison avec l'exclusion du MVO Moscou (en) après six rencontres.
De manière générale, les années 1950 sont parmi les plus dominantes pour les clubs moscovites, qui constituent notamment l'intégralité du top 5 lors des saisons 1955 et 1957. À noter la première participation de la Lituanie en 1953 par l'intermédiaire du Spartak Vilnius puis de la Moldavie avec le Bourevestnik Kichinev en 1956.
Cette période voit de plus un renouvellement générationnel et l'avènement de joueurs qui contribuent par la suite aux bonnes prestations de la sélection soviétique durant les années 1950 et 1960. Parmi les joueurs se révélant durant cette période peuvent être cités le futur Ballon d'or Lev Yachine (Dinamo Moscou), Youri Voïnov (Dinamo Kiev, Mikheil Meskhi (Dinamo Tbilissi), Vladimir Maslatchenko (Lokomotiv Moscou), Igor Netto (Spartak Moscou) ou encore le trio Valentin Ivanov, Eduard Streltsov et Slava Metreveli du Torpedo Moscou.

### 1960-1969: Premiers champions non-moscovites et entrée dans les compétitions européennes
L'édition 1960 est marquée par un agrandissement de la première division, qui passe cette année-là de douze à vingt-deux clubs, officiellement dans l'optique de diversifier le championnat en y ajoutant des équipes venant des républiques soviétiques les moins bien représentées. Cette arrivée massive voit ainsi les débuts des républiques d'Estonie (Kalev Tallinn), du Kazakhstan (Kaïrat Almaty) et de l'Ouzbékistan (Pakhtakor Tachkent) tandis qu'en tout douze républiques soviétiques sont représentées lors de cette édition.
Cette même année voit par ailleurs une quatrième équipe remporter son premier titre de champion avec la victoire du Torpedo Moscou. Ce titre est suivi dès l'année suivante par le sacre du premier club non-moscovite de l'histoire du championnat, le Dinamo Kiev. Bien que les deux saisons qui suivent soient remportées par le Dinamo Moscou en 1962, qui remporte son dixième titre à cette occasion, puis par le Spartak Moscou l'année suivante, le club géorgien du Dinamo Tbilissi inscrit lui aussi son nom dans le palmarès de la compétition en 1964 tandis que le Torpedo Moscou gagne son deuxième titre l'année suivante. La fin des années 1960 est quant à elle marquée par la montée du Dinamo Kiev, qui remporte trois titres d'affilée sous l'égide de Viktor Maslov entre 1966 et 1968, égalant ainsi la série du CDKA entre 1946 et 1948.
La période des années 1960 voit également pour la première fois des clubs soviétiques prendre part aux compétitions européennes de l'UEFA, avec l'entrée en lice du Dinamo Kiev dans la  Coupe des coupes durant l'été 1965, qui voit l'équipe atteindre le stade des quarts de finale. Les parcours des années qui suivent, que ce soit en Coupes des coupes ou en Coupe des clubs champions se concluent quant à eux plus souvent par des éliminations durant les premières phases.

### 1970-1978: Montée du Dinamo Kiev et premiers succès européens
La saison 1970 est marquée par le premier titre du CSKA Moscou depuis 1951. Tandis que le championnat 1971 est remporté par le Dinamo Kiev, les deux années qui suivent sont marquées par deux nouveaux champions : le Zaria Vorochilovgrad devient ainsi le deuxième club ukrainien à l'emporter en 1972 tandis que l'Ararat Erevan remporte le seul titre de l'Arménie l'année suivante. Par la suite le reste des années 1970 est notamment marqué par une domination relative du Dinamo Kiev, qui remporte quatre championnats durant cette période, notamment sous la direction de Valeri Lobanovski tandis que l'attaquant Oleg Blokhine termine meilleur buteur à cinq reprises entre 1972 et 1977 et remporte le Ballon d'or en 1975. En-dehors de Kiev, le Dinamo Moscou, le Torpedo Moscou ainsi que le Dinamo Tbilissi remportant chacun un titre durant cette période.
En parallèle, le Dinamo Kiev se démarque comme le principal acteur du football soviétique sur la scène internationale et remporte en 1975 les premiers trophées européens du pays en gagnant cette année-là la Coupe des coupes puis la Supercoupe d'Europe. Les années 1970 voient également le Dinamo Moscou atteindre la finale de la Coupe des coupes en 1972, qui est quant à elle perdue contre les Glasgow Rangers.
L'année 1976 a la particularité d'adopter le format de deux saisons de championnats en une seule année pour la première fois depuis les deux premières éditions de 1936. Ce choix a été effectué dans le cadre de la préparation pour les Jeux olympiques de Montréal et le championnat d'Europe joués la même année,.
La période des années 1970 est également marquée par des problèmes croissants liés au nombre de matchs nuls, qui deviennent de plus en plus fréquents et font l'objet de suspicions de trucages. Pour combattre ce phénomène, les autorités mettent en place plusieurs réglementations durant cette période. Ainsi en 1973 sont mis en place des tirs au but d'après match dans l'éventualité d'un match nul. Ce système est par la suite limité aux résultats nuls et vierges (0-0) l'année suivante avant d'être très vite aboli devant les protestations des équipes et des joueurs. Finalement, l'année 1978 voit la mise en place d'une limite au nombre de matchs nuls. 
Celle-ci stipule alors que seuls les huit premiers résultats nuls rapportent des points, tandis que ceux dépassant ce quota n'en délivrent aucun et ont donc la même valeur qu'une défaite. Cette dernière réglementation rencontre quant à elle un certain succès et permet cette année-là de ne voir que cinq équipes dépasser la limite des huit matchs nuls, sachant que seuls trois clubs avaient obtenus moins de dix résultats nuls lors de la saison 1977. Ce quota est par la suite relaxé pour passer à dix matchs nuls à partir de 1980 avant d'être abandonné en 1989.

### 1979-1986: Entre domination kiévienne et nouveaux champions
Le championnat soviétique connaît un de ses derniers grands changements de format lors de la saison 1979 qui le voit passer de 16 à 18 équipes jusqu'en 1985. Cette édition est alors remportée par le Spartak Moscou, qui devient la deuxième équipe à atteindre la barre des dix titres remportés. Il est par la suite vite rejoint par le Dinamo Kiev qui l'emporte par deux fois lors des deux saisons suivantes et décroche son dixième championnat en 1981, soit seulement vingt ans après son premier sacre de 1961.
Le reste de la première moitié des années 1980 est marquée par le sacre de plusieurs nouvelles équipes. Le Dinamo Minsk remporte ainsi le seul titre de la Biélorussie en 1982 tandis que le Dniepr Dniepropetrovsk devient le troisième club ukrainien à l'emporter l'année suivante. Enfin, le Zénith Léningrad devient la seule équipe non-moscovite à gagner le titre en 1984. Cette période est ensuite suivie par deux années dominées par le Dinamo Kiev entre 1985 et 1986. Lors de cette première année, Oleh Protasov du Dniepr Dniepropetrovsk devient par ailleurs le meilleur buteur de l'histoire de la compétition sur une seule saison en atteignant les 35 buts marqués en 33 matchs.
Cette période est également marquée par de nouveaux succès européens pour les clubs soviétiques, le Dinamo Tbilissi réussissant lui aussi à remporter la Coupe des coupes en 1981 tandis que le Dinamo Kiev remporte son deuxième titre dans la compétition en 1986.

### 1987-1991: Dernières années turbulentes
Dans le contexte des réformes de la perestroïka ainsi que des bouleversements politiques qui marquent l'Union soviétique durant la deuxième moitié des années 1980, le championnat est dans un premier temps marqué par l'exode de plusieurs de ses joueurs vers l'étranger. Dans le même temps le contexte politique amène les clubs de la Géorgie et de la Lituanie à se retirer du championnat lors de la saison 1990, cela concernant alors le Dinamo Tbilissi, le Guria Lantchkhouti et le Žalgiris Vilnius, et faisant descendre le nombre de participants à treize pour cette édition.
Les dernières éditions du championnat voient notamment le Dniepr Dniepropetrovsk être sacré pour la deuxième fois en 1988 tandis que le Pamir Douchanbé devient le premier représentant du Tadjikistan dans l'élite en 1989. Tandis que le championnat de 1991 est remporté par le CSKA Moscou pour son premier titre depuis 1970, la compétition ne survit finalement pas à la disparition de l'Union soviétique à la fin de l'année 1991 et est dissoute dans la foulée. Les anciens clubs du championnat sont par la suite répartis au sein des nouveaux championnats nationaux nés de la fin de l'Union.
Une compétition inter-clubs dédiée aux équipes de l'ancienne Union soviétique est par la suite établie sous la forme de la coupe de la CEI à partir de 1993, qui réunit alors les champions des différents pays concernés. Elle perd progressivement l'intérêt de ses participants, étant réformée en 2012 pour ne concerner que les équipes nationales de jeunes avant de disparaître en 2016.

## Palmarès
| Édition  | Clubs | Vainqueur                                | Vice-champion                        | Meilleur(s) buteur(s)                                                                                                   |
| -------- | ----- | ---------------------------------------- | ------------------------------------ | --- |
| 1936 (p) | 7     | Dynamo Moscou RSFS de Russie             | Dynamo Kiev RSS d'Ukraine            | Mikhaïl Semitchastny (Dynamo Moscou, 6)                                                                                 |
| 1936 (a) | 8     | Spartak Moscou RSFS de Russie            | Dynamo Moscou RSFS de Russie         | Gueorgui Glazkov (Spartak Moscou, 7)                                                                                    |
| 1937     | 9     | Dynamo Moscou (2) RSFS de Russie         | Spartak Moscou RSFS de Russie        | Boris Paichadze (Dinamo Tbilissi, 8) Leonid Roumiantsev (Spartak Moscou, 8) Vassili Smirnov (Dynamo Moscou, 8)          |
| 1938     | 26    | Spartak Moscou (2) RSFS de Russie        | CDKA Moscou RSFS de Russie           | Makar Gontcharenko (Dynamo Kiev, 19)                                                                                    |
| 1939     | 14    | Spartak Moscou (3) RSFS de Russie        | Dinamo Tbilissi RSS de Géorgie       | Grigory Fedotov (CDKA Moscou, 21)                                                                                       |
| 1940     | 14    | Dynamo Moscou (3) RSFS de Russie         | Dinamo Tbilissi RSS de Géorgie       | Grigory Fedotov (CDKA Moscou, 21) Sergueï Soloviov (Dynamo Moscou, 21)                                                  |
| 1945     | 12    | Dynamo Moscou (4) RSFS de Russie         | CDKA Moscou RSFS de Russie           | Vsevolod Bobrov (CDKA Moscou, 24)                                                                                       |
| 1946     | 12    | CDKA Moscou RSFS de Russie               | Dynamo Moscou RSFS de Russie         | Oleksandr Ponomarov (Torpedo Moscou, 18)                                                                                |
| 1947     | 13    | CDKA Moscou (2) RSFS de Russie           | Dynamo Moscou RSFS de Russie         | Vsevolod Bobrov (CDKA Moscou, 14) Valentin Nikolaïev (CDKA Moscou, 14)                                                  |
| 1948     | 14    | CDKA Moscou (3) RSFS de Russie           | Dynamo Moscou RSFS de Russie         | Sergueï Soloviov (Dynamo Moscou, 25)                                                                                    |
| 1949     | 18    | Dynamo Moscou (5) RSFS de Russie         | CDKA Moscou RSFS de Russie           | Nikita Simonian (Spartak Moscou, 26)                                                                                    |
| 1950     | 19    | CDKA Moscou (4) RSFS de Russie           | Dynamo Moscou RSFS de Russie         | Nikita Simonian (Spartak Moscou, 34)                                                                                    |
| 1951     | 15    | CDKA Moscou (5) RSFS de Russie           | Dinamo Tbilissi RSS de Géorgie       | Avtandil Gogoberidze (Dinamo Tbilissi, 16)                                                                              |
| 1952     | 15    | Spartak Moscou (4) RSFS de Russie        | Dynamo Kiev RSS d'Ukraine            | Andreï Zazroïev (Dynamo Kiev, 11)                                                                                       |
| 1953     | 12    | Spartak Moscou (5) RSFS de Russie        | Dinamo Tbilissi RSS de Géorgie       | Nikita Simonian (Spartak Moscou, 14)                                                                                    |
| 1954     | 13    | Dynamo Moscou (6) RSFS de Russie         | Spartak Moscou RSFS de Russie        | Anatoli Iline (Spartak Moscou, 11) Vladimir Iline (Dynamo Moscou, 11) Antonin Sochnev (Troudovyé Rezervy Léningrad, 11) |
| 1955     | 12    | Dynamo Moscou (7) RSFS de Russie         | Spartak Moscou RSFS de Russie        | Eduard Streltsov (Torpedo Moscou, 15)                                                                                   |
| 1956     | 12    | Spartak Moscou (6) RSFS de Russie        | Dynamo Moscou RSFS de Russie         | Vassili Bouzounov (ODO Sverdlovsk (ru), 17)                                                                             |
| 1957     | 12    | Dynamo Moscou (8) RSFS de Russie         | Torpedo Moscou RSFS de Russie        | Vassili Bouzounov (CSK MO Moscou, 16)                                                                                   |
| 1958     | 12    | Spartak Moscou (7) RSFS de Russie        | Dynamo Moscou RSFS de Russie         | Anatoli Iline (Spartak Moscou, 20)                                                                                      |
| 1959     | 12    | Dynamo Moscou (9) RSFS de Russie         | Lokomotiv Moscou RSFS de Russie      | Zaur Kaloyev (Dinamo Tbilissi, 16)                                                                                      |
| 1960     | 22    | Torpedo Moscou RSFS de Russie            | Dynamo Kiev RSS d'Ukraine            | Zaur Kaloyev (Dinamo Tbilissi, 20) Guennadi Goussarov (Torpedo Moscou, 20)                                              |
| 1961     | 22    | Dynamo Kiev RSS d'Ukraine                | Torpedo Moscou RSFS de Russie        | Guennadi Goussarov (Torpedo Moscou, 22)                                                                                 |
| 1962     | 22    | Spartak Moscou (8) RSFS de Russie        | Dynamo Moscou RSFS de Russie         | Mikhaïl Moustyguine (Belarus Minsk, 17)                                                                                 |
| 1963     | 20    | Dynamo Moscou (10) RSFS de Russie        | Spartak Moscou RSFS de Russie        | Oleg Kopaïev (SKA Rostov, 27)                                                                                           |
| 1964     | 17    | Dinamo Tbilissi RSS de Géorgie           | Torpedo Moscou RSFS de Russie        | Vladimir Fedotov (CSKA Moscou, 16)                                                                                      |
| 1965     | 17    | Torpedo Moscou (2) RSFS de Russie        | Dynamo Kiev RSS d'Ukraine            | Oleg Kopaïev (SKA Rostov, 18)                                                                                           |
| 1966     | 19    | Dynamo Kiev (2) RSS d'Ukraine            | SKA Rostov RSFS de Russie            | Ilya Datunashvili (Dinamo Tbilissi, 20)                                                                                 |
| 1967     | 19    | Dynamo Kiev (3) RSS d'Ukraine            | Dynamo Moscou RSFS de Russie         | Mikhaïl Moustyguine (Dinamo Minsk, 19)                                                                                  |
| 1968     | 20    | Dynamo Kiev (4) RSS d'Ukraine            | Spartak Moscou RSFS de Russie        | Georgi Gavasheli (Dinamo Tbilissi, 22) Berador Abduraimov (Pakhtakor Tachkent, 22)                                      |
| 1969     | 20    | Spartak Moscou (9) RSFS de Russie        | Dynamo Kiev RSS d'Ukraine            | Nikolaï Osyanin (Spartak Moscou, 16) Vladimir Proskourine (SKA Rostov, 16) Dzhemal Kherhadze (Torpedo Koutaïssi, 16)    |
| 1970     | 17    | CSKA Moscou (6) RSFS de Russie           | Dynamo Moscou RSFS de Russie         | Givi Nodia (Dinamo Tbilissi, 17)                                                                                        |
| 1971     | 16    | Dynamo Kiev (5) RSS d'Ukraine            | Ararat Erevan RSS d'Arménie          | Eduard Malofeev (Dinamo Minsk, 16)                                                                                      |
| 1972     | 16    | Zaria Vorochilovgrad RSS d'Ukraine       | Dynamo Kiev RSS d'Ukraine            | Oleg Blokhine (Dynamo Kiev, 14)                                                                                         |
| 1973     | 16    | Ararat Erevan RSS d'Arménie              | Dynamo Kiev RSS d'Ukraine            | Oleg Blokhine (Dynamo Kiev, 18)                                                                                         |
| 1974     | 16    | Dynamo Kiev (6) RSS d'Ukraine            | Spartak Moscou RSFS de Russie        | Oleg Blokhine (Dynamo Kiev, 20)                                                                                         |
| 1975     | 16    | Dynamo Kiev (7) RSS d'Ukraine            | Chakhtior Donetsk RSS d'Ukraine      | Oleg Blokhine (Dynamo Kiev, 18)                                                                                         |
| 1976 (p) | 16    | Dynamo Moscou (11) RSFS de Russie        | Ararat Erevan RSS d'Arménie          | Arkadi Andreasyan (Ararat Erevan, 8)                                                                                    |
| 1976 (a) | 16    | Torpedo Moscou (3) RSFS de Russie        | Dynamo Kiev RSS d'Ukraine            | Aleksandr Markine (Zénith Léningrad, 13)                                                                                |
| 1977     | 16    | Dynamo Kiev (8) RSS d'Ukraine            | Dinamo Tbilissi RSS de Géorgie       | Oleg Blokhine (Dynamo Kiev, 17)                                                                                         |
| 1978     | 16    | Dinamo Tbilissi (2) RSS de Géorgie       | Dynamo Kiev RSS d'Ukraine            | Gueorgui Iartsev (Spartak Moscou, 19)                                                                                   |
| 1979     | 18    | Spartak Moscou (10) RSFS de Russie       | Chakhtior Donetsk RSS d'Ukraine      | Vitali Staroukhine (Chakhtior Donetsk, 26)                                                                              |
| 1980     | 18    | Dynamo Kiev (9) RSS d'Ukraine            | Spartak Moscou RSFS de Russie        | Sergueï Andreïev (SKA Rostov, 26)                                                                                       |
| 1981     | 18    | Dynamo Kiev (10) RSS d'Ukraine           | Spartak Moscou RSFS de Russie        | Ramaz Shengelia (Dinamo Tbilissi, 23)                                                                                   |
| 1982     | 18    | Dinamo Minsk RSS de Biélorussie          | Dynamo Kiev RSS d'Ukraine            | Andreï Yakubik (Pakhtakor Tachkent, 23)                                                                                 |
| 1983     | 18    | Dniepr Dniepropetrovsk RSS d'Ukraine     | Spartak Moscou RSFS de Russie        | Youri Gavrilov (Spartak Moscou, 18)                                                                                     |
| 1984     | 18    | Zénith Léningrad RSFS de Russie          | Spartak Moscou RSFS de Russie        | Sergueï Andreïev (SKA Rostov, 20)                                                                                       |
| 1985     | 18    | Dynamo Kiev (11) RSS d'Ukraine           | Spartak Moscou RSFS de Russie        | Oleh Protasov (Dniepr Dniepropetrovsk, 35)                                                                              |
| 1986     | 16    | Dynamo Kiev (12) RSS d'Ukraine           | Dynamo Moscou RSFS de Russie         | Aleksandr Borodiouk (Dynamo Moscou, 21)                                                                                 |
| 1987     | 16    | Spartak Moscou (11) RSFS de Russie       | Dniepr Dniepropetrovsk RSS d'Ukraine | Oleh Protasov (Dniepr Dniepropetrovsk, 18)                                                                              |
| 1988     | 16    | Dniepr Dniepropetrovsk (2) RSS d'Ukraine | Dynamo Kiev RSS d'Ukraine            | Yevhen Shakhov (Dniepr Dniepropetrovsk, 16) Aleksandr Borodiouk (Dynamo Moscou, 16)                                     |
| 1989     | 16    | Spartak Moscou (12) RSFS de Russie       | Dniepr Dniepropetrovsk RSS d'Ukraine | Sergueï Rodionov (Spartak Moscou, 16)                                                                                   |
| 1990     | 13    | Dynamo Kiev (13) RSS d'Ukraine           | CSKA Moscou RSFS de Russie           | Oleh Protasov (Dynamo Kiev, 12) Valeri Shmarov (Spartak Moscou, 12)                                                     |
| 1991     | 16    | CSKA Moscou (7) RSFS de Russie           | Spartak Moscou RSFS de Russie        | Igor Kolyvanov (Dynamo Moscou, 18)                                                                                      |

## Bilan

### Par club
| Club                   | Titre(s) | Vice-champion | Édition(s) remportée(s)                                                      |
| ---------------------- | -------- | ------------- | ---------------------------------------------------------------------------- |
| Dynamo Kiev            | 13       | 11            | 1961, 1966, 1967, 1968, 1971, 1974, 1975, 1977, 1980, 1981, 1985, 1986, 1990 |
| Spartak Moscou         | 12       | 12            | 1936 (a), 1938, 1939, 1952, 1953, 1956, 1958, 1962, 1969, 1979, 1987, 1989   |
| Dynamo Moscou          | 11       | 11            | 1936 (p), 1937, 1940, 1945, 1949, 1954, 1955, 1957, 1959, 1963, 1976 (p)     |
| CSKA Moscou            | 7        | 4             | 1946, 1947, 1948, 1950, 1951, 1970, 1991                                     |
| Torpedo Moscou         | 3        | 5             | 1960, 1965, 1976 (a)                                                         |
| Dinamo Tbilissi        | 2        | 5             | 1964, 1978                                                                   |
| Dniepr Dniepropetrovsk | 2        | 2             | 1983, 1988                                                                   |
| Ararat Erevan          | 1        | 2             | 1973                                                                         |
| Zorya Vorochilovgrad   | 1        | 0             | 1972                                                                         |
| Dinamo Minsk           | 1        | 0             | 1982                                                                         |
| Zénith Léningrad       | 1        | 0             | 1984                                                                         |
| Chakhtior Donetsk      | 0        | 2             |                                                                              |
| Lokomotiv Moscou       | 0        | 1             |                                                                              |
| SKA Rostov             | 0        | 1             |                                                                              |

### Par république
| République         | Titre(s) | Club(s) titré(s)                                                                               | Apparitions | Clubs | Moyenne/saison |
| ------------------ | -------- | ---------------------------------------------------------------------------------------------- | ----------- | ----- | -------------- |
| RSFS de Russie     | 34       | Spartak Moscou (12) Dynamo Moscou (11) CSKA Moscou (7) Torpedo Moscou (3) Zénith Léningrad (1) | 416         | 31    | 7,70           |
| RSS d'Ukraine      | 16       | Dynamo Kiev (13) Dniepr Dniepropetrovsk (2) Zorya Vorochilovgrad (1)                           | 191         | 14    | 3,53           |
| RSS de Géorgie     | 2        | Dinamo Tbilissi (2)                                                                            | 68          | 5     | 1,26           |
| RSS de Biélorussie | 1        | Dinamo Minsk (1)                                                                               | 39          | 1     | 0,72           |
| RSS d'Arménie      | 1        | Ararat Erevan (1)                                                                              | 33          | 1     | 0,61           |
| RSS d'Azerbaïdjan  | -        | -                                                                                              | 29          | 3     | 0,53           |
| RSS du Kazakhstan  | -        | -                                                                                              | 24          | 1     | 0,44           |
| RSS d'Ouzbékistan  | -        | -                                                                                              | 22          | 1     | 0,41           |
| RSS de Lituanie    | -        | -                                                                                              | 11          | 1     | 0,20           |
| RSS de Moldavie    | -        | -                                                                                              | 7           | 1     | 0,13           |
| RSS de Lettonie    | -        | -                                                                                              | 7           | 1     | 0,13           |
| RSS du Tadjikistan | -        | -                                                                                              | 3           | 1     | 0,06           |
| RSS d'Estonie      | -        | -                                                                                              | 2           | 1     | 0,04           |